# 넬슨만델라베이

넬슨만델라베이

넬슨만델라베이(영어: Nelson Mandela Bay, 아프리칸스어: Nelson Mandelabaai)는 남아프리카 공화국 이스턴케이프 주의 지방 자치체로 행정 중심지는 포트엘리자베스이며 면적은 1,959km2, 인구는 인구는 74,834명(2011년 기준), 인구 밀도는 590명/km2이다.
2001년 포트엘리자베스와 인근에 위치한 도시들, 마을들을 합병하면서 신설되었다. 알고아 만 연안과 접하며 지방 자치체 이름은 넬슨 만델라 전 대통령에서 유래된 이름이다.

## 같이 보기
- 알고아만